# Altha
Altha é uma vila localizada no estado americano da Flórida, no condado de Calhoun. Foi incorporada em 1946.

## Geografia
De acordo com o United States Census Bureau, a vila tem uma área de 3,9 km², onde 3,8 km² estão cobertos por terra e 0,1 km² por água.

### Localidades na vizinhança
O diagrama seguinte representa as localidades num raio de 32 km ao redor de Altha. 

## Demografia
Segundo o censo nacional de 2010, a sua população é de 536 habitantes e sua densidade populacional é de 141,7 hab/km². É a localidade menos populosa do condado de Calhoun, bem como a que, em 10 anos, teve o maior crescimento populacional. Possui 253 residências, que resulta em uma densidade de 66,9 residências/km².